# کلاپا اس مورا
کلاپا اس مورا (به انگلیسی: Klapa s Mora) گروه موسیقی کرواسی است.
آن ها در مسابقه آواز یوروویژن ۲۰۱۳ نماینده کرواسی بودند.